# بيل وايت (لاعب كرة سلة)
بيل وايت (بالإنجليزية: Bill Wyatt)‏ (27 يوليو 1938 بملبورن في أستراليا - ) هو لاعب كرة سلة أسترالي في مركز مدافع مسدد الهدف، شارك في الألعاب الأولمبية الصيفية 1964 والألعاب الأولمبية الصيفية 1972. ولعب مع ملبورن يونايتد.

## وصلات خارجية
- بيل وايت على موقع الاتحاد الدولي لكرة السلة (الإنجليزية)
- بيل وايت على موقع الاتحاد الدولي لكرة السلة (الإنجليزية)
- بيل وايت على موقع سبورتس رفرنس (الإنجليزية)
- بيل وايت على موقع أوليمبيديا (الإنجليزية)
- بيل وايت على موقع اللجنة الأولمبية الأسترالية (الإنجليزية)